# 環張力
在有機化學中，環張力是當分子內的鍵結形成不正常角度時存在的不穩定類型。張力大多在小的環上，像是環丙烷和環丁烷這種其碳-碳-碳角度與近乎109°的理想值大大偏離的類型。.
由於它們的高張力，使得這些小環的燃燒熱升高了。
環張力是從角張力、皮策張力或構形張力，和外環張力或凡得瓦張力結合而來。角張力最簡單的例子是小的環烷類像環丙烷和環丁烷，如下面所討論的。此外，在無法被緩解的環系統中經常有重疊的情況。

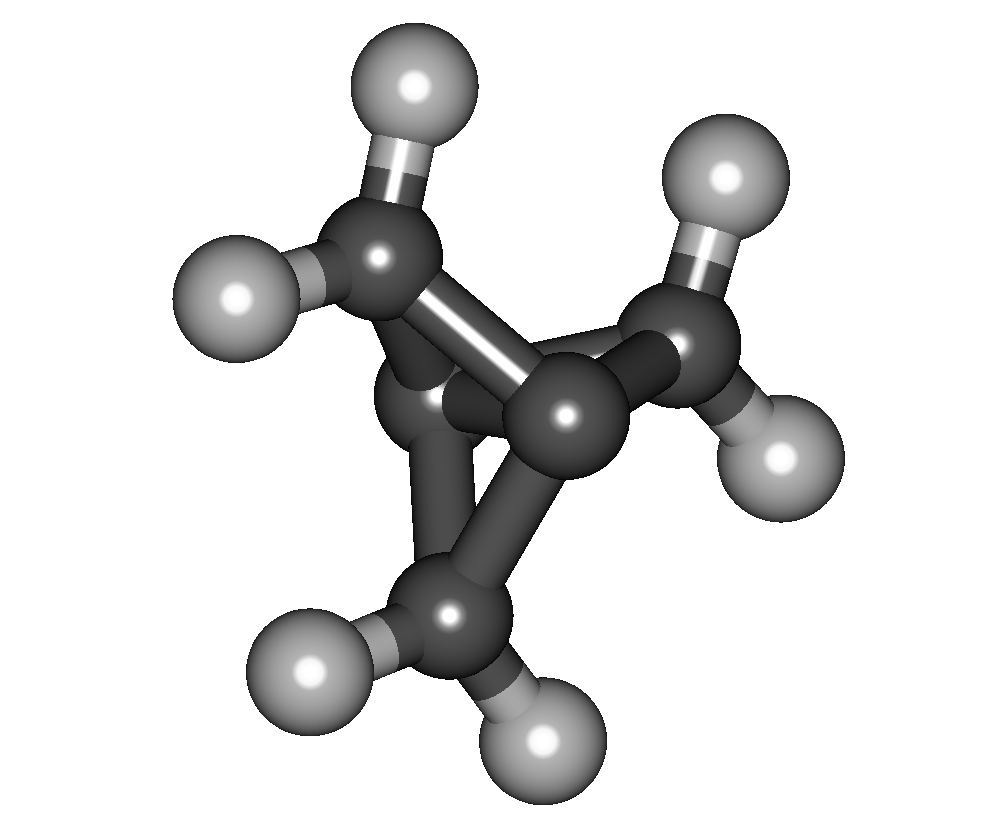
1.1.1-螺桨烷（C_{2}(CH_{2})_{3})是已知最受張力影響的分子之一。

## 角張力（拜耳張力）
烷類
在烷類裡，原子軌域的最理想重疊趨近於109.5°。最常見的環狀化合物在它們的環上有五或六個碳。阿道夫·馮·拜爾在1905年以拜耳張力學說獲得諾貝爾獎，其解釋了環狀分子的相對穩定性。
角張力發生在特定的化學結構中鍵角需要從理想的鍵結角度中改變以達到最大的鍵強度。因為環狀分子缺乏非環狀分子的彈性，所以角張力會對環狀分子造成影響。角張力使分子變得不穩定，尤其是在高反應性和上升的燃燒熱中更為明顯。在化學鍵中原子軌域有效的重疊程度越大鍵的強度也會越大。角張力的定量測量方法為應變能。影響環狀分子的環張力是由角張力和扭張力結合產生。
CnH2n + 3/2 n O2 → n CO2 + n H2O - ΔHcombustion
讓環張力之間做比較的常態能可從測量在環烷中一分子燃燒熱的亞甲基而得知。
ΔHcombustion per CH2 - 658.6 kJ = strain per CH2
每莫耳658.6 KJ的值是從一個不受張力影響的長鏈烷類獲得的。.
| 環的大小 | 張力能（千卡/莫耳） |    | 環的大小 | 張力能（千卡/莫耳） |
| -------- | ------------------- | -- | -------- | ------------------- |
| 3        | 27.5                | 10 | 12.4     |                     |
| 4        | 26.3                | 11 | 11.3     |                     |
| 5        | 6.2                 | 12 | 4.1      |                     |
| 6        | 0.1                 | 13 | 5.2      |                     |
| 7        | 6.2                 | 14 | 1.9      |                     |
| 8        | 9.7                 | 15 | 1.9      |                     |
| 9        | 12.6                | 16 | 2.0      |                     |

## 烯類中的角張力
環烯類是sp2-混成的碳中心其扭曲所造成之張力的物質。圖像是C60，其碳中心是金字塔形狀。這個扭曲增強了此分子的反應性。角張力也是布萊特規則的基礎，布萊特規則規定橋頭碳中心在烯類裡是不會合併在一起的，因為最終的烯類會是有極端角張力的物質。

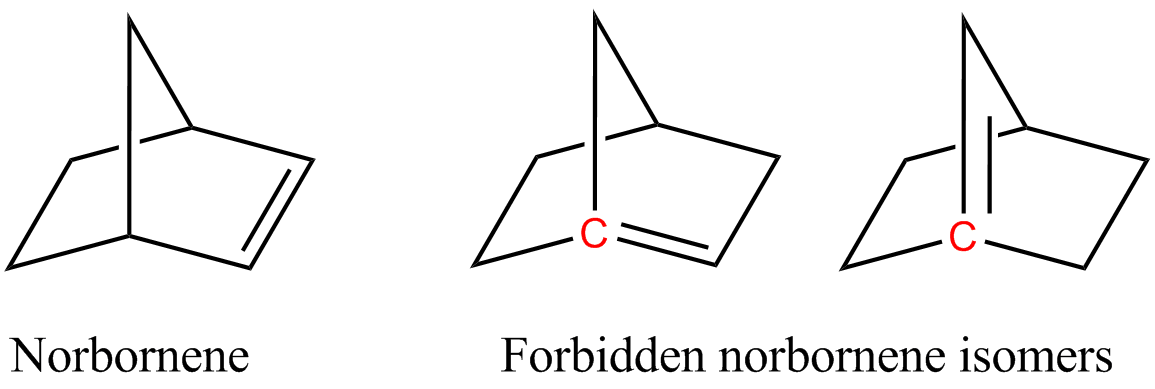
布萊特規則顯示出烯類很少讓橋頭碳中心彼此合併。這條規則是角張力的結果。

## 範例
在環烷類中，每一個碳是以非極性共價的方式和另外兩個碳和兩個氫作鍵結。碳上有sp3混成以及理想的角度109.5°。然而由於環狀結構的限制，理想的角度只能以六碳環的方式達成—椅形的環己烷。對其他的環烷類來說，鍵角偏離了理想的狀態。在環丙烷（3碳）和環丁烷（4碳）中的碳-碳鍵結各別是60°和~90°。
由三、四、和一些五元環所組成的有高度張力的分子，包括：環丙烷，環丙烯，環丁烷，環丁烯，[1,1,1]螺槳烷，[2,2,2]螺槳烷，環氧化合物，氮丙環，環戊烯，和降冰片烯。這些分子在環原子之間的鍵角比理想的四面體（109.5°）和三角平面（120°）裡它們相對的sp3和sp2鍵結所形成的鍵角更加的尖銳。因為相對小的鍵角的關係，鍵結有比較高的能量，也可以接受含有更多的p-性質來減少鍵結的能量。此外，環丙烷/烯和環丁烷/烯的環型結構提供了非常少的構型彈性。因此，環原子的替代物存在於重疊構像的環丙烷中以及在環丁烷的間扭和重疊之間，並以凡得瓦力的形式提供高度的環張力能。
其他沒有三和四元環的環烷烴可以受到張力的影響。這些包括了環芳，柏拉圖烴，錐形的烯類，和環狀炔烴。
- 環丙烷，C3H6 —碳-碳-碳的鍵角都是60°然而四面體的鍵角都如預測的是109.5°[4]。極度的角張力導致非線性軌域重疊在它自己的sp3軌域上。[3]由於鍵結的不穩定性，環丙烷比其他的烷類更容易反應。[3]因為三個點創造一個平面，而環丙烷有三個碳，所以環丙烷是平面的[4]。氫-碳-氫的鍵角是115°而106°預期是在丙烷的CH2基團上[4]
- 環丁烷，C4H8 —假如它是個完整的四邊形平面，則它的鍵角會是90°而四面體預期會有109.5°的鍵角。[3]然而，實際上的碳-碳-碳鍵角是88°，因為它以微量增加的一點角張力為代價，擁有輕微的折疊形態以釋放一些扭張力。[3]環丁烷的高張力能主要是來自角張力。[4]
- 環戊烷，C5H10 —假設它是個完整的矩形平面五邊形，它的鍵角會是108°，而四面體預期會有109.5°的鍵角。[3]然而，它有個未固定的摺皺形狀可上下起伏。[3]不穩定的半椅形在109.86°到119.07°的碳-碳-碳角度中有角張力。.[5]
- 環氧乙烷，CH2OCH2
- 立方烷，C8H8

## 應用
有環張力的分子其鍵結中包含的位能和獨特的鍵結構造可被用來驅動在有機合成中的反應。像這類的例子就有開環置換聚合反應，環丁烯的光誘導開環和環氧化合物與氮丙環的親核開環反應。